# Nozomi Hirojama
Nozomi Hirojama (japonsko 廣山 望), japonski nogometaš, * 6. maj 1977.
Za japonsko reprezentanco je odigral dve uradni tekmi.